# Marmosops handleyi
La zarigüeya delgada de Handley (Marmosops handleyi) es una especie de marsupial de la familia Didelphidae. Es endémica del departamento de Antioquia, Colombia.

## Conservación
Se encuentra amenazada por la destrucción del hábitat para la urbanización y la agricultura.